# Man of La Mancha (film)
Man of La Mancha (Italiaans: L'uomo della Mancha) is een Italiaans-Amerikaanse muziekfilm uit 1972 onder regie van Arthur Hiller. Het scenario is gebaseerd op de roman Don Quichot (1615) van de Spaanse auteur Cervantes.

## Verhaal
Don Quichot is een oude, excentrieke edelman die zijn omgeving in verlegenheid brengt door zijn dwaze avonturen. Samen met zijn schildknaap Sancho Panza vecht hij tegen windmolens en beschermt hij de schone edelvrouwe Dulcinea.

## Rolverdeling
| Acteur            | Personage               |
| ----------------- | ----------------------- |
| Peter O'Toole     | Don Quichot             |
| Sophia Loren      | Dulcinea                |
| James Coco        | Sancho Panza            |
| Harry Andrews     | Herbergier              |
| John Castle       | Sanson Carrasco         |
| Brian Blessed     | Pedro                   |
| Ian Richardson    | Priester                |
| Julie Gregg       | Antonia Quijana         |
| Rosalie Crutchley | Huishoudster            |
| Gino Conforti     | Barbier                 |
| Marne Maitland    | Kapitein van de garde   |
| Dorothy Sinclair  | Vrouw van de herbergier |
| Miriam Acevedo    | Fermina                 |
| Dominic Barto     | Muildierdrijver         |
| Poldo Bendandi    | Muildierdrijver         |